# Silnik elektryczny bocznikowy
Silnik elektryczny bocznikowy jest zasilany prądem stałym. Uzwojenie stojana jest połączone równolegle z uzwojeniem wirnika. Jego główną zaletą jest to iż przy obciążeniu wirnika momentem hamującym obroty nieznacznie spadają. Regulacji prędkości wirowania dokonuje się poprzez zmianę napięcia zasilania (im większe napięcie tym większe obroty) lub poprzez umieszczenie dodatkowej szeregowej rezystancji w uzwojeniu wzbudzenia (im większa rezystancja tym większe obroty).